# Pływanie na Mistrzostwach Świata w Pływaniu 2017 – 400 m stylem zmiennym mężczyzn
400 m stylem zmiennym mężczyzn – jedna z konkurencji, która odbyła się podczas Mistrzostw Świata w Pływaniu 2017. Eliminacje i finał miały miejsce 30 lipca.
Po zdobyciu złota na 200 m stylem zmiennym, Amerykanin Chase Kalisz triumfował także na dystansie dwukrotnie dłuższym. Kalisz uzyskał czas 4:05,90 i pobił rekord mistrzostw ustanowiony 10 lat wcześniej przez Michaela Phelpsa w Melbourne. Srebrny medal wywalczył Węgier Dávid Verrasztó (4:08,89), a brąz Japończyk Daiya Seto (4:09,14).

## Rekordy
Przed zawodami rekordy świata i mistrzostw wyglądały następująco:
| Rekord                              | Zawodnik       | Czas    | Miejsce   | Data             |       |
| ----------------------------------- | -------------- | ------- | --------- | ---------------- | ----- |
| Rekord świata                       | Michael Phelps | 4:03,84 | Pekin     | 10 sierpnia 2008 |       |
| Rekord mistrzostw świata            | Michael Phelps | 4:06,22 | Melbourne | 1 kwietnia 2007  |       |
| Rekord świata juniorów              | Sean Grieshop  | 4:14,00 | Omaha     | 26 czerwca 2016  |       |
| Najlepszy wynik w stroju tekstylnym | Ryan Lochte    | 4:05,18 | Londyn    | 28 lipca 2012    | [ 2 ] |

W trakcie zawodów ustanowiono następujące rekordy:
| Data     | Etap konkurencji | Zawodnik     | Czas    | Rekord |
| -------- | ---------------- | ------------ | ------- | ------ |
| 30 lipca | finał            | Chase Kalisz | 4:05,90 | CR     |

## Liderzy światowego rankingu
W tabeli umieszczono zawodników z najlepszymi rezultatami uzyskanymi w 2017 r. do dnia rozpoczęcia mistrzostw świata.
| Poz. | Zawodnik          | Państwo           | Czas    | Miasto       | Data        |
| ---- | ----------------- | ----------------- | ------- | ------------ | ----------- |
| 1.   | Chase Kalisz      | Stany Zjednoczone | 4:06,99 | Indianapolis | 29 czerwca  |
| 2.   | Dávid Verrasztó   | Węgry             | 4:07,47 | Rzym         | 24 czerwca  |
| 3.   | Daiya Seto        | Japonia           | 4:07,99 | Rzym         | 24 czerwca  |
| 4.   | Jay Litherland    | Stany Zjednoczone | 4:09,31 | Indianapolis | 29 czerwca  |
| 5.   | Kōsuke Hagino     | Japonia           | 4:10,45 | Nagoja       | 13 kwietnia |
| 6.   | Max Litchfield    | Wielka Brytania   | 4:10,63 | Sheffield    | 20 kwietnia |
| 7.   | Takeharu Fujimori | Japonia           | 4:10,90 | Tokio        | 20 maja     |
| 8.   | Gunnar Bentz      | Stany Zjednoczone | 4:11,66 | Indianapolis | 29 czerwca  |
| 9.   | Wang Shun         | Chiny             | 4:12,65 | Qingdao      | 19 kwietnia |
| 10.  | Gergely Gyurta    | Węgry             | 4:12,81 | Debreczyn    | 21 kwietnia |

## Wyniki

### Eliminacje
Eliminacje rozpoczęły się 30 lipca o 9:50.
| Miejsce | Wyścig | Tor | Zawodnik            | Państwo           | Czas      | Uwagi |
| ------- | ------ | --- | ------------------- | ----------------- | --------- | ----- |
| 1.      | 3      | 4   | Chase Kalisz        | Stany Zjednoczone | 4:09,79   | Q     |
| 2.      | 3      | 3   | Max Litchfield      | Wielka Brytania   | 4:10,57   | Q,    |
| 3.      | 4      | 5   | Dávid Verrasztó     | Węgry             | 4:11,89   | Q     |
| 4.      | 3      | 5   | Daiya Seto          | Japonia           | 4:12,89   | Q     |
| 5.      | 3      | 6   | Brandonn Almeida    | Brazylia          | 4:13,13   | Q     |
| 6.      | 4      | 3   | Jay Litherland      | Stany Zjednoczone | 4:13,95   | Q     |
| 7.      | 4      | 4   | Kōsuke Hagino       | Japonia           | 4:14,15   | Q     |
| 8.      | 3      | 1   | Richard Nagy        | Słowacja          | 4:15,69   | Q     |
| 9.      | 4      | 8   | Mark Szaranek       | Wielka Brytania   | 4:15,71   |       |
| 10.     | 4      | 1   | Joan Lluís Pons     | Hiszpania         | 4:16,27   |       |
| 11.     | 3      | 8   | Alexis Santos       | Portugalia        | 4:17,34   |       |
| 12.     | 2      | 6   | Tomas Peribonio     | Ekwador           | 4:17,37   | NR    |
| 13.     | 3      | 7   | Jacob Heidtmann     | Niemcy            | 4:17,68   |       |
| 14.     | 4      | 6   | Federico Turrini    | Włochy            | 4:18,25   |       |
| 15.     | 4      | 7   | Jérémy Desplanches  | Szwajcaria        | 4:18,69   |       |
| 16.     | 2      | 7   | Patrick Stäber      | Austria           | 4:19,15   |       |
| 17.     | 4      | 9   | Tristan Cote        | Kanada            | 4:19,87   |       |
| 18.     | 3      | 2   | Gergely Gyurta      | Węgry             | 4:19,90   |       |
| 19.     | 4      | 2   | Wang Shun           | Chiny             | 4:20,01   |       |
| 20.     | 2      | 8   | Ayrton Sweeney      | Południowa Afryka | 4:20,10   |       |
| 21.     | 4      | 0   | Clyde Lewis         | Australia         | 4:20,34   |       |
| 22.     | 2      | 4   | Dawid Szwedzki      | Polska            | 4:20,48   |       |
| 23.     | 2      | 3   | Bradlee Ashby       | Nowa Zelandia     | 4:20,65   |       |
| 24.     | 2      | 0   | Anton Ipsen         | Dania             | 4:20,74   |       |
| 25.     | 2      | 5   | Pavel Janeček       | Czechy            | 4:22,11   |       |
| 26.     | 2      | 2   | Christoph Meier     | Liechtenstein     | 4:22,29   |       |
| 27.     | 3      | 9   | Etay Gurevich       | Izrael            | 4:22,66   |       |
| 28.     | 1      | 3   | Ahmed Hamdy         | Egipt             | 4:25,16   |       |
| 29.     | 1      | 4   | Cho Cheng-chi       | Chińskie Tajpej   | 4:25,16   |       |
| 30.     | 1      | 8   | Nguyễn Hữu Kim Sơn  | Wietnam           | 4:26,07   |       |
| 31.     | 3      | 0   | Wang Zhou           | Chiny             | 4:28,25   |       |
| 32.     | 1      | 2   | Luis Vega Torres    | Kuba              | 4:30,77   |       |
| 33.     | 1      | 5   | Ricardo Vargas      | Meksyk            | 4:30,37   |       |
| 34.     | 2      | 9   | Joo Jae-gu          | Korea Południowa  | 4:31,14   |       |
| 35.     | 1      | 7   | Thomas Tsiopanis    | Cypr              | 4:34,49   |       |
| 36.     | 1      | 1   | Brandon Schuster    | Samoa             | 4:34,60   | NR    |
| 37.     | 1      | 0   | Mubal Azzam Ibrahim | Malediwy          | 5:48,11   | NR    |
| 38. !   | 1      | 6   | Jonathan Gómez      | Kolumbia          | 9:99,99 ! | DNS   |
| 38. !   | 2      | 1   | Carlos Omaña        | Wenezuela         | 9:99,99 ! | DNS   |

### Finał
Finał odbył się 30 lipca o 17:39.
| Miejsce | Tor | Zawodnik         | Państwo           | Czas    | Uwagi |
| ------- | --- | ---------------- | ----------------- | ------- | ----- |
| 1. !    | 4   | Chase Kalisz     | Stany Zjednoczone | 4:05,90 | CR    |
| 2. !    | 3   | Dávid Verrasztó  | Węgry             | 4:08,38 |       |
| 3. !    | 6   | Daiya Seto       | Japonia           | 4:09,14 |       |
| 4.      | 5   | Max Litchfield   | Wielka Brytania   | 4:09,62 | NR    |
| 5.      | 7   | Jay Litherland   | Stany Zjednoczone | 4:12,05 |       |
| 6.      | 1   | Kōsuke Hagino    | Japonia           | 4:12,65 |       |
| 7.      | 2   | Brandonn Almeida | Brazylia          | 4:13,00 |       |
| 8.      | 8   | Richard Nagy     | Słowacja          | 4:16,33 |       |